# Hengstberg (Hausruck)
Der Hengstberg, auch Hengst, ist ein 683 m ü. A. hoher Berg im Hauptkamm des Hausruck-und-Kobernaußerwald-Zuges zwischen Innviertel und Hausruckviertel in Oberösterreich. Im Profil des Kammes zeichnet er sich nur wenig ab.

## Lage und Landschaft
Der Gipfel befindet sich im Gemeindegebiet von Schildorn (Bezirk Ried im Innkreis, Nordseite), dessen höchste Erhebung er darstellt. Sonst haben Waldzell und Frankenburg Anteile an seinen Hängen.
Die Zuordnung zu Hausruck (Ostteil des Zugs) oder Kobernaußerwald (Westteil) ist weitgehend beliebig, deren Abgrenzung wird irgendwo hier im Raum gesehen, teils direkt am Hengstberg selbst.
Den Norden entwässert die Antiesen (Kronawittbach bei Sankt Kollmann über Oberach) im Einzugsgebiet des unteren Inn, den Südosten der Frankenburger Redlbach (Edter Bach bei Oberedt), der über Vöckla – Ager der Traun zufließt.

## Geschichte und Erschließung

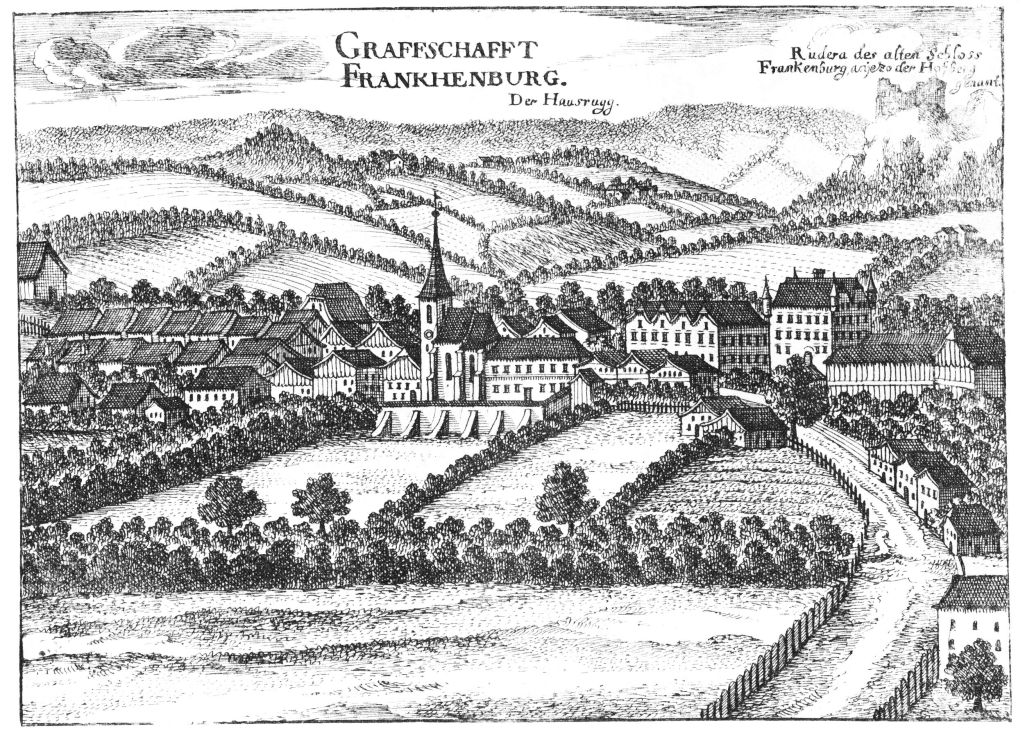
Frankenburg, hinten der Hausrugg mit Hengstberg links und Guggenberg rechts
(Vischer, Topographia Austriae superioris, 1674)

Hengst ist ein altes oberdeutsches Wort für ‚Wald‘.
Hier stand am alten Frankenburger Fahrweg die Weiße-Kreuz-Säule, eine Grenzmarke der churbayerischen Gerichte Friedburg und Ried gegen das österreichisch-obderennsische Gericht Frankenburg – das Innviertel kam erst mit dem Frieden von Teschen 1779 an Österreich. Am Hengstberg verlief auch eine Landwehr (Grenzbefestigung).
Südöstlich am Gipfel vorbei verläuft heute die Waldzeller Straße (L 1064), eine der weniger wichtigen Querungen des Höhenrückens, zwischen Waldzell (Nordseite) und Frankenburg am Hausruck (Bezirk Vöklabruck, Südseite; zur Frankenburger Straße L509 bei Dorf). Die Passhöhe wird ebenfalls schlicht Hengst genannt.

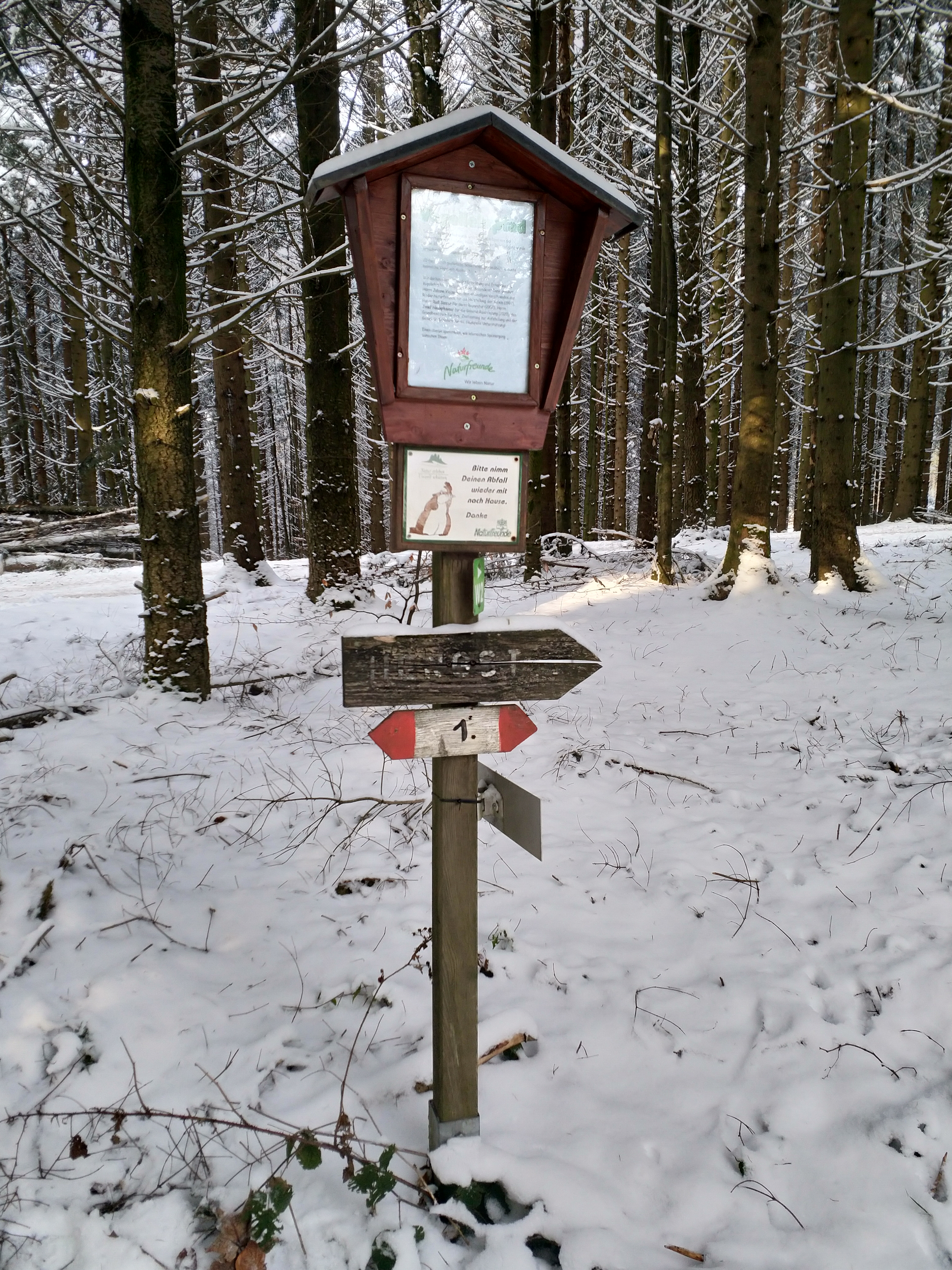
Der Wegweiser zum Hengst an der Straße von Waldzell nach Frankenburg

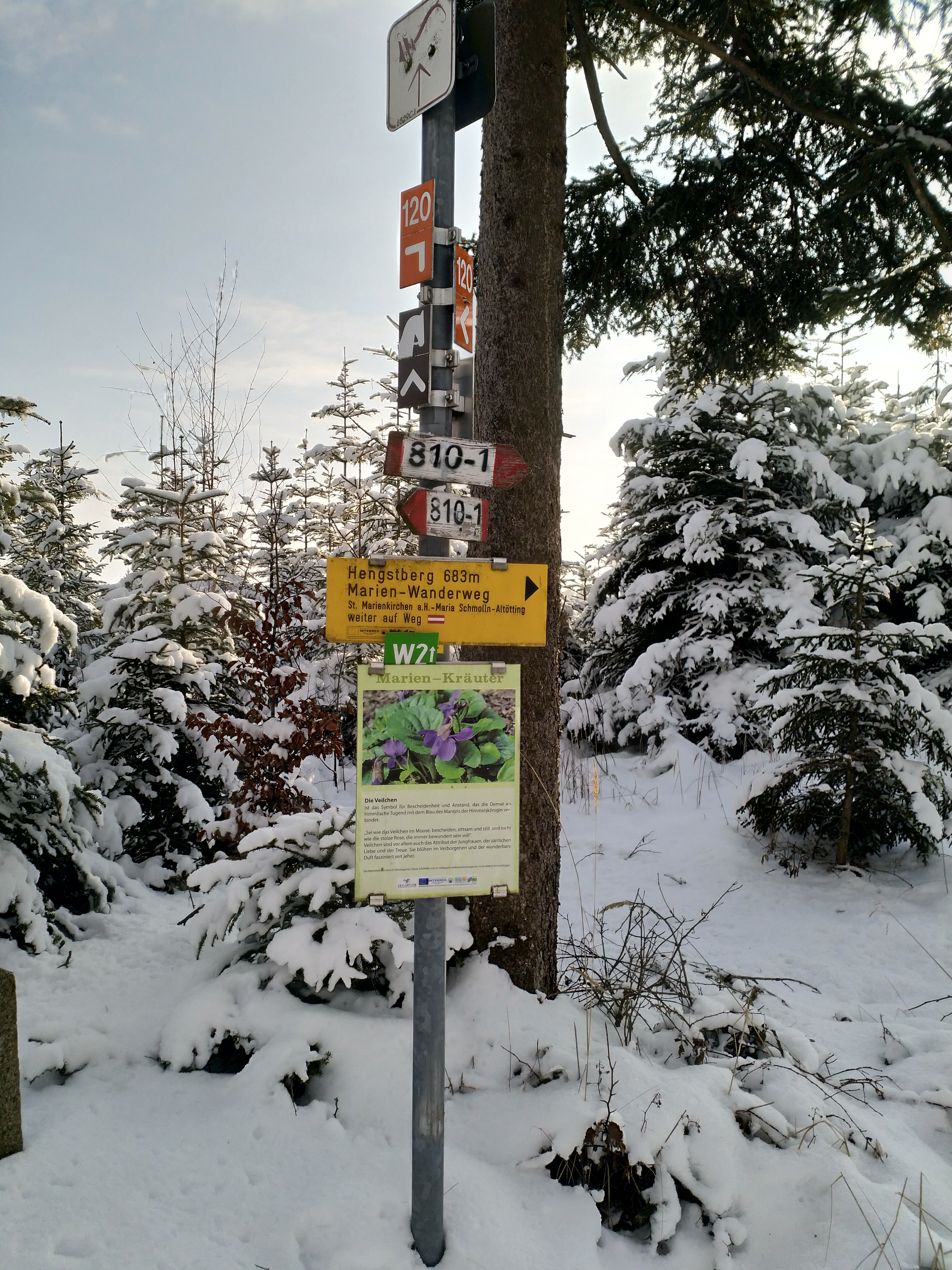
Der Wegweiser im Osten des Hengst an der Forststraße

Der Berg liegt am Hausruck-Höhenweg (Hausruck-Kobernaußerwald-Weitwanderweg HKWW/10HK Haag – Mattighofen, Teil des Rupertiweg/E10), der auch eine gute Mountainbikestrecke darstellt.